# José Manuel López
José Manuel López Rodríguez (nascido em 21 de fevereiro de 1940) é um ex-ciclista espanhol que competiu na estrada individual e dos 100 km contrarrelógio por equipes durante os Jogos Olímpicos de Tóquio 1964.